# Anna Magdalena Bach
Anna Magdalena Wilcken (n. 22 septembrie 1701, Zeitz, Saxe-Zeitz⁠(d) – d. 27 februarie 1760, Leipzig, Principatul Saxoniei) a fost a doua soție a lui Johann Sebastian Bach, împreună având 13 copii, dintre care doi vor deveni mari muzicieni, Johann Cristoph Friedrich (1732-1795) și Johann Christian (1735-1782). Johann Sebastian Bach s-a căsătorit cu ea în decembrie 1721, după ce în iunie 1720 îi murise prima soție, Maria Barbara. 
De pe urma Annei Magdalena Bach a rămas un caiet, al cărui original se află în Biblioteca de Stat din Berlin. Acesta este un album în care ea nota, așa cum se obișnuia în acel timp, melodiile preferate și compozițiile ocazionale scrise de amatorii de muzică. Acest album muzical poartă pe prima pagină indicațiile „A M B – 1725”, are o formă lată și conține peste 100 de pagini de compoziții pentru clavecin, transcrise de mâini diferite, dar majoritatea de cea a Annei Magdalena.
În familia Bach mai există două astfel de caiete: unul început la Köthen, în anul 1720, pentru fiul cel mare al lui Bach – Wilhelm Friedeman; cel de-al doilea, datând din anul 1722, purtând o scriitură necunoscută și conținând primele cinci Suite franceze de Bach, precum și unele scurte fragmente muzicale. 
Philipp Emanuel, alt fiu al lui Bach, a întregit mai târziu inițialele de pe copertă, scriind „Anna Magdal. Bach”.  
Este greu de precizat care anume din piesele conținute în acest caiet, reproduse în culegerea de față, se datorează exclusiv lui Johann Sebastian Bach. Dacă primele două lucrări din caietul Annei Magdalena sunt două dintre Partitele de Bach și nu există nici un dubiu asupra paternității lor, marea majoritate sunt compuse sau copiate de Anna Magdalena și este foarte probabil ca ele să fi fost totuși revizuite și corectate de marele Johann Sebastian. Autorii acestor lucrări miniaturale, dintre care unele fiind deosebit de reușite, sunt, în general, necunoscuți. În afară de caligrafia muzicală a Annei Magdalena, extrem de îngrijită și ușor de recunoscut, la unele dintre ele se recunoaște scrisul de copil al lui Philip Emanuel Bach; la altele, îl putem recunoaște pe cel al lui Wilhelm Friedemann Bach, alături de alte scrisuri încă neidentificate. 

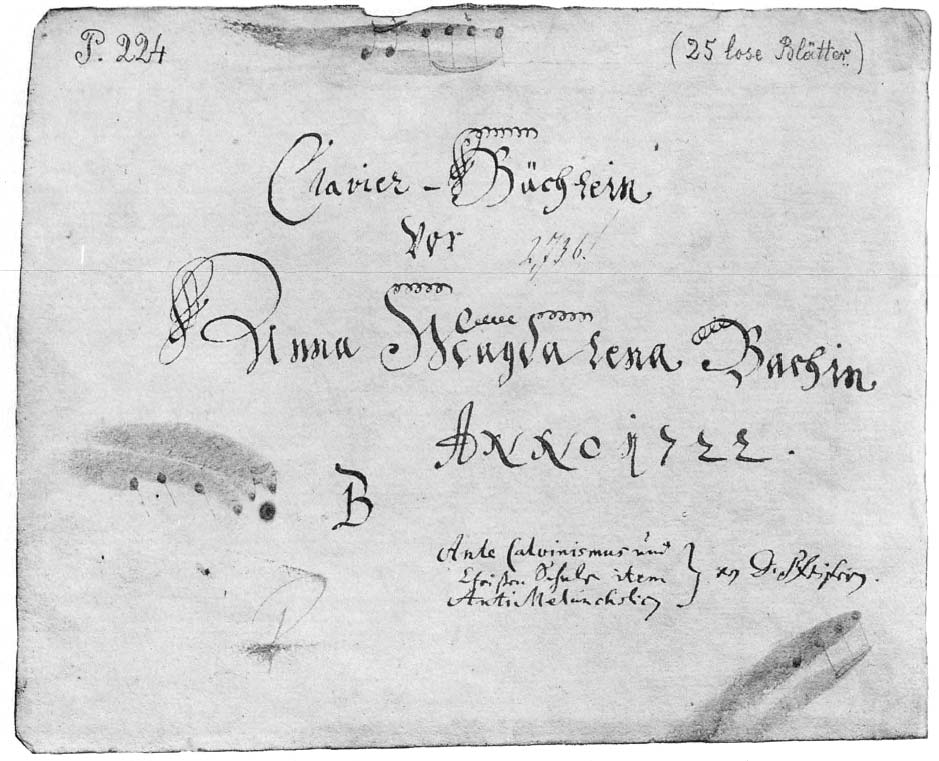
Clavier-Büchlein pentru Anna Magdalena Bach

Textul original nu poartă nici o mențiune de tempo, dinamică, semne de interpretare sau digitație. Titlurile pieselor constituie însă o indicație suficientă pentru tempo, știind că menuetul cere o mișcare allegretto; marșul – un tempo de marș; poloneza – tempo de cortegiu festiv în mișcare de dans; aria și coralul – mișcări lente. 